# Guineu menjacrancs
La guineu menjacrancs (Cerdocyon thous) és un mamífer de la família dels cànids que té una àmplia distribució a Sud-amèrica. Aquest animal nocturn fa uns 65 cm de llargada, té el pelatge gris clar amb una base groga i una ratlla dorsal negra, que s'estén des del clatell fins a la punta de la cua. És omnívor i oportunista, amb una dieta que es compon de fruita, ous, artròpodes, rèptils, petits mamífers i carronya.